# Ditta (Kartoffel)

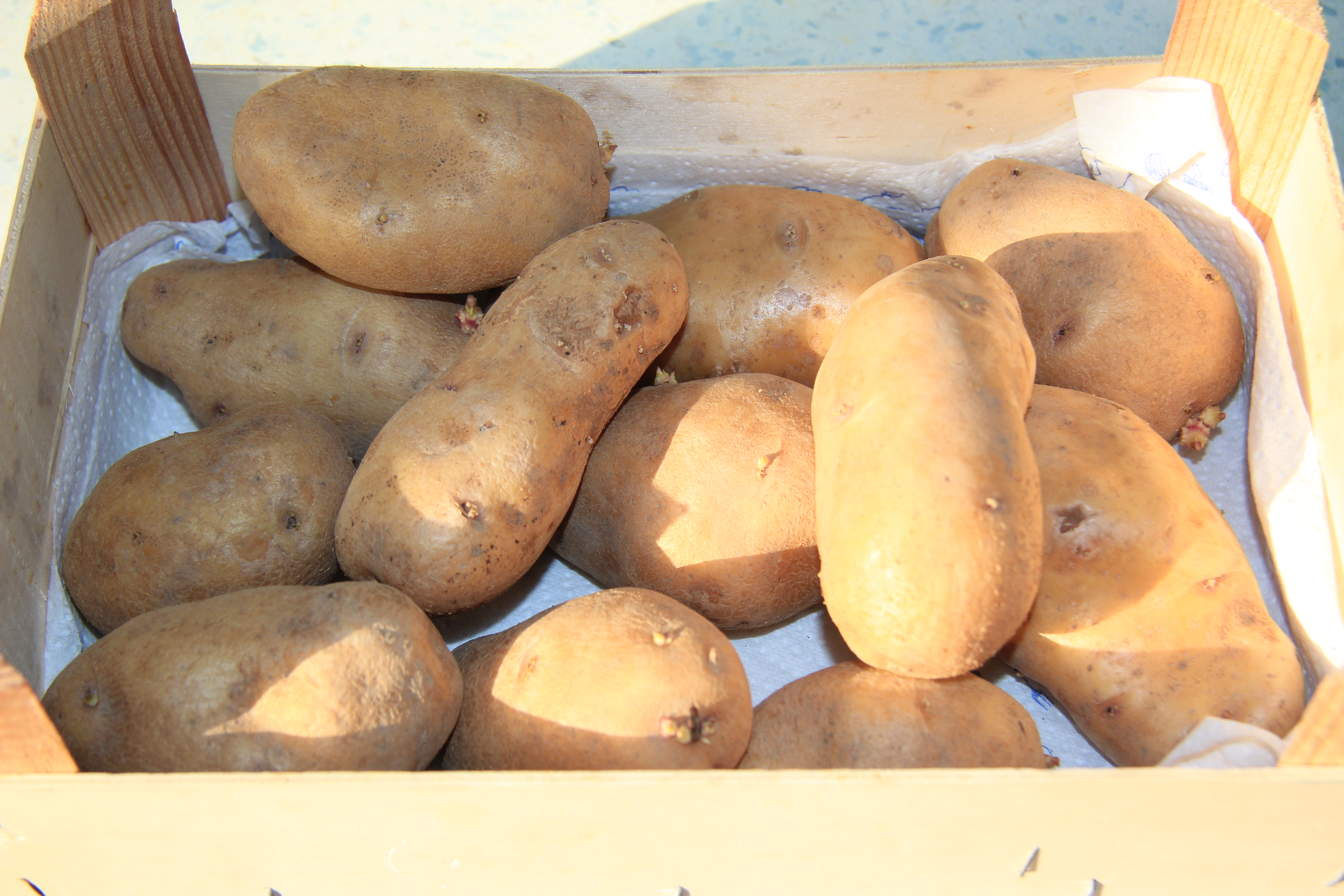
Ditta

Ditta ist eine mittelfrühe, festkochende Salatkartoffelsorte.
Sie bildet langovale Knollen aus und benötigt nur relativ geringe Stickstoffmengen von 120 kg Stickstoff je Hektar. Durch ihren nur mittelmäßigen Knollenansatz sollte eine etwas höhere Bestandsdichte von rund 46.000 Pflanzen je Hektar angestrebt werden. Die Augen liegen flach, Ditta besitzt eine lange Keimruhe im Lager. Züchter ist die Niederösterreichische Saatbaugenossenschaft. Die Sorte wurde 1991 in Deutschland zugelassen. Bevollmächtigter für den Vertrieb in Deutschland ist Heinrich Böhm von Europlant.
Ditta ist resistent gegen Kartoffelkrebs und Kartoffelnematoden mit dem Pathotyp Ro1. Sie weist hohe Resistenzen gegenüber Knollenfäule, Rhizoctonia, Erwinia-Schwarzbeinigkeit, Kartoffelvirus A, Kartoffelvirus X und Kartoffelvirus Y auf.
Ditta ist eine Kreuzung aus Bintje und Quarta.